# 登子山石橋
登子山石橋位於四川省綿陽市梓潼縣，文物遺址年代判定為清。2012年7月16日公佈為第八批四川省文物保護單位。
登子山石橋位於四川省綿陽市梓潼縣許州鎮登山村四社的漳江河上，南北走向，占地面積200平方公尺。修建於清末，歷史上曾多次維修。橋為十六墩十七跨，由南向北第四跨橋面石板最大，長7.8公尺，寬2公尺，厚0.6公尺，第十跨橋面石板最小，由二張長4公尺，寬1公尺，厚0.6公尺的石板組成；橋墩長3.2公尺，寬1.15公尺，高3.3公尺，由於鋪架在橋面的橋板長度不一，其橋墩的距離不等，在北側橋頭堡坎石上有清代題寫的文字，南距橋頭200公尺有建橋題記碑的碑帽。登子山石橋是綿陽市現存較大保存基本完整的一座平板石橋，石橋選址科學，用材碩大，具有十分明顯的時代特色及地域特色，對研究清代橋樑建築具有重要的價值。第三次全國文物普查新發現。